# 渡辺治湟
渡辺 治湟（わたなべ じこう、1899年（明治32年）8月14日 - 1973年（昭和48年）7月31日）は、日本の弁護士。

## 経歴
現在の長野県松本市出身。生家の没落により、横浜市に移る。高等小学校卒業後、横浜地方裁判所に勤務する。その後、苦学して弁護士の登用試験に合格。横浜市で弁護士事務所を開業する。1932年横浜弁護士会（現・神奈川県弁護士会）副会長。1942年横浜市会議員。1945年横浜弁護士会会長。同年、敗戦により政府の依頼を受け、BC級戦犯に関する横浜裁判の日本側弁護人を務める。1946年横浜弁護士会長を飛鳥田喜一（横浜市長、日本社会党委員長を務めた飛鳥田一雄の父）に譲り、渡辺は渉外部長となった。
1947年第23回衆議院議員総選挙において神奈川1区から日本自由党公認で立候補するが落選した。その後、公務で乗っていた乗用車が電車と衝突し、重傷を負った。事故の後遺症で弁護士活動に支障をきたすようになり、年を追うごとに症状は悪化する一方だった。晩年は寝たきりになってしまい、1973年1月所属する弁護士会に自ら弁護士登録抹消届を提出した。その半年後に死去した。
この間、1962年に『公事方御定書の研究』の論文で東京大学から法学博士号を贈られた。
このほか神奈川県公安委員長、横浜市選挙管理委員長などを歴任、横浜市功労者を受けた。

## 著作
- 『戦犯弁護第一陣』（『法律新報』1946年2月号）
- 『公事方御定書の研究』（自費出版、1983年）